# Lluís Brull i Cedó
Lluís Brull i Cedó   (Tivissa, 10 de desembre de 1892 - Tivissa, 23 d'agost de 1954) fou un activista cultural i arqueòleg.

## Joventut
Va passar part de la seva joventut, primerament a Tortosa, i després a Barcelona, on ajudava el seu germà en la gestió d'una empresa familiar. El negoci fou traslladat més endavant a Tivissa, circumstància que el feu retornar a la població que l'havia vist néixer.

## Principals projectes en què va participar
Fou descobridor de diverses pintures rupestres, com ara les de la cova de l'Escoda de Vandellòs, i el primer a difondre entre la comunitat científica les pintures rupestres de Cabra Freixet, del Perelló, tot i que eren conegudes anteriorment a nivell popular.
Lluís Brull va ser el primer a excavar, sota les directius de l'eminent arqueòleg Josep Serra Ràfols, i en col·laboració amb el doctor Pere Bosch Gimpera, al jaciment ibèric del Castellet de Banyoles, en les campanyes de 1930 i 1938. Un cop conclosa la Guerra Civil és nomenat director de les excavacions de les campanyes dutes a terme els anys 1942 i 1943, en aquest cas sota la direcció científica del Comissari Provincial d'Excavacions del moment, Salvador Vilaseca.
Va ser l'impulsor de nombroses iniciatives ciutadanes per promoure la millora urbana i cultural de la vila de la Ribera d'Ebre, com per exemple les iniciatives Pro-Baranova de l'any 1927 i 1952, que van reformar, ampliar i dotar de mobiliari la plaça més destacable de la vila de Tivissa (la plaça de la Baranova), la campanya perquè la població disposés d'unes escoles de primer grau (1928-1929), que finalment no va materialitzar-se tal com l'havia imaginat Lluís Brull, o la campanya en favor de la biblioteca pública, iniciada l'any 1929, i que va permetre obrir-la finalment l'any 1932. Lluís Brull també va ser un destacat activista cultural. De les seves mans van sorgir nombroses iniciatives per promoure el coneixement històric de la vila de la Ribera d'Ebre, com ara la recopilació i publicació de l'obra Fulls d'Història de Tivissa, de l'historiador Màrius Bru o la creació del periòdic quinzenal Tivissa, del qual fou redactor en cap, que constitueix un testimoni excepcional sobre el batec de la vila entre 1928 i 1931. Des de les pàgines de la publicació s'aborden alguns dels esdeveniments i conflictes polítics més transcendents del període, com ara l'arribada de la segona república o el conflicte autonomista entre Tivissa i la Serra d'Almos. Era mestre de formació, tot i que només va exercir durant un breu període a Sabadell, i va desenvolupar una destacable activitat periodística a la premsa del territori, en capçaleres com ara El Llamp, Priorat i, especialment Tivissa. Els seus editorials a la revista en qüestió són autèntiques radiografies dels anhels, conflictes i preocupacions de la vila.

## Personatges amb qui va mantenir relació
Lluís Brull va mantenir relació i contacte amb destacades personalitats de l'àmbit científic, docent, polític i cultural català i espanyol durant la seva vida, entre els quals, podríem destacar a Salvador Vilaseca, Josep Serra Ràfols, Julio Martínez Santa-Olalla, Martín Almagro, Pere Bosch Gimpera, Josep Virgili Sanromà, Rafel Domènech, Ramon Jardí, Andreu Nin, Joan Comorera, Adolf Schulten, Marcel·lí Domingo o Eduardo Serrano Suñer. També va mantenir una estreta relació tivissans i personatges de les Terres de l'Ebre destacats en l'àmbit cultural, institucional, o polític, com ara Lluís Escoda, Abdó Barceló, Manel Bardí,Teodor Ahicar, Rossend Loran, Eduard Corbella i Alerany, Antoni Cabré, Joan Marqués i Marqués, Francesc Ripoll, Joan Corbella, Màrius Bru, Josep Callau i Nogués, Federic de Magrinyà, Manel Vinyes o Enric Bayerri, entre d'altres. Per aprofundir en la relació de Lluís Brull amb aquests personatges pot consultar-se el seu fons personal, gestionat des de l'any 2013, a l'Arxiu Comarcal de la Ribera d'Ebre.

## La recuperació de la figura de Lluís Brull en l'actualitat
Des de l'any 2013 s'ha produït una recuperació progressiva de la figura de Lluís Brull i Cedó, que ve donada, en gran manera, per la publicació d'una biografia, que va guanyar el Premi d'Assaig Artur Bladé i Desumvila de l'any 2013, impulsat pel Centre d'Estudis de la Ribera d'Ebre (CERE), -i que va ser publicada l'any 2015. L'autor de la biografia és Adolf Brull i Monner i porta per títol Lluís Brull, un home bo.
També, l'any 2017, la població natal de Brull li va retre un sentit homenatge amb motiu de la celebració del 90è aniversari de la remodelació de la plaça de la Baranova de Tivissa, una reforma que es va executar mitjançant una subscripció popular, endegada per Lluís Brull.